# Калаус
Калаус — річка Росії на Північному Кавказі у Ставропольському краї.

## Назва
Кабардино-черкеською мовою Калаус називався Бавуко — «родюча, багата долина».

## Географічні відомості
Річка Калаус бере початок на Султанських висотах, зі схилу гори Брик, протікає Ставропольською височиною і є лівою притокою Західного Манича.
Загальна довжина річки Калаус 436 км, відстань від гирла до впадіння до Західного Манича 141 км, середній ухил 0,0015, ширина русла досягає 40-50 м, глибина до 1,5 м, швидкість течії 1-2 м/с. Калаус має 81 притоку з загальною протяжністю 936 км. Водозбірна площа — 9700 км2. Живлення річки мішане: джерельне, снігове, дощове. Висота весняного розливу над меженью досягає 2,5-2,6 м. Ширина долини коливається від 50 до 100 м. Берега круті, обривисті, подекуди висота досягає 15 м. Це каламутна річка у краї й третя по каламутності річка в Росії, в 1 м3 міститься до 8 кг твердих частинок. За час свого існування утворила на Ставропольській височині Надкалауські висоти.
Річний стік 0,06 км³.
Біля витоку Калауса розташовані майкопські глини, тому вода солона й не придатна для пиття, хоча до відкриття у селі Петровському водопроводу, селяни її все одно вживали.
До будівництва Великого Ставропольського каналу й пуску кубанської води у 1967 році, влітку нерідко пересихала, і ширині доходила до 10 див.
У минулому річка Калаус, досягаючи тальвега Кумо-Маницької западини, розгалужувалася, як й інша притока Манича — Великий Єгорлик. Русло, що йде від цієї точки (45°43′ пн. ш. 44°06′ сх. д. / 45.717° пн. ш. 44.100° сх. д.) на північ й далі на захід, до озера Манич-Гудило, ставало початком Західного Манича; русло, що йде на південь і далі на схід, ставало початком Східного Манича. Згодом на цьому місці була побудована Калауська гребля, що перешкоджає стіканню води Калауса у Східний Манич; таким чином, Калаус став лише притокою Західного Манича.

## Притоки (км від гирла)

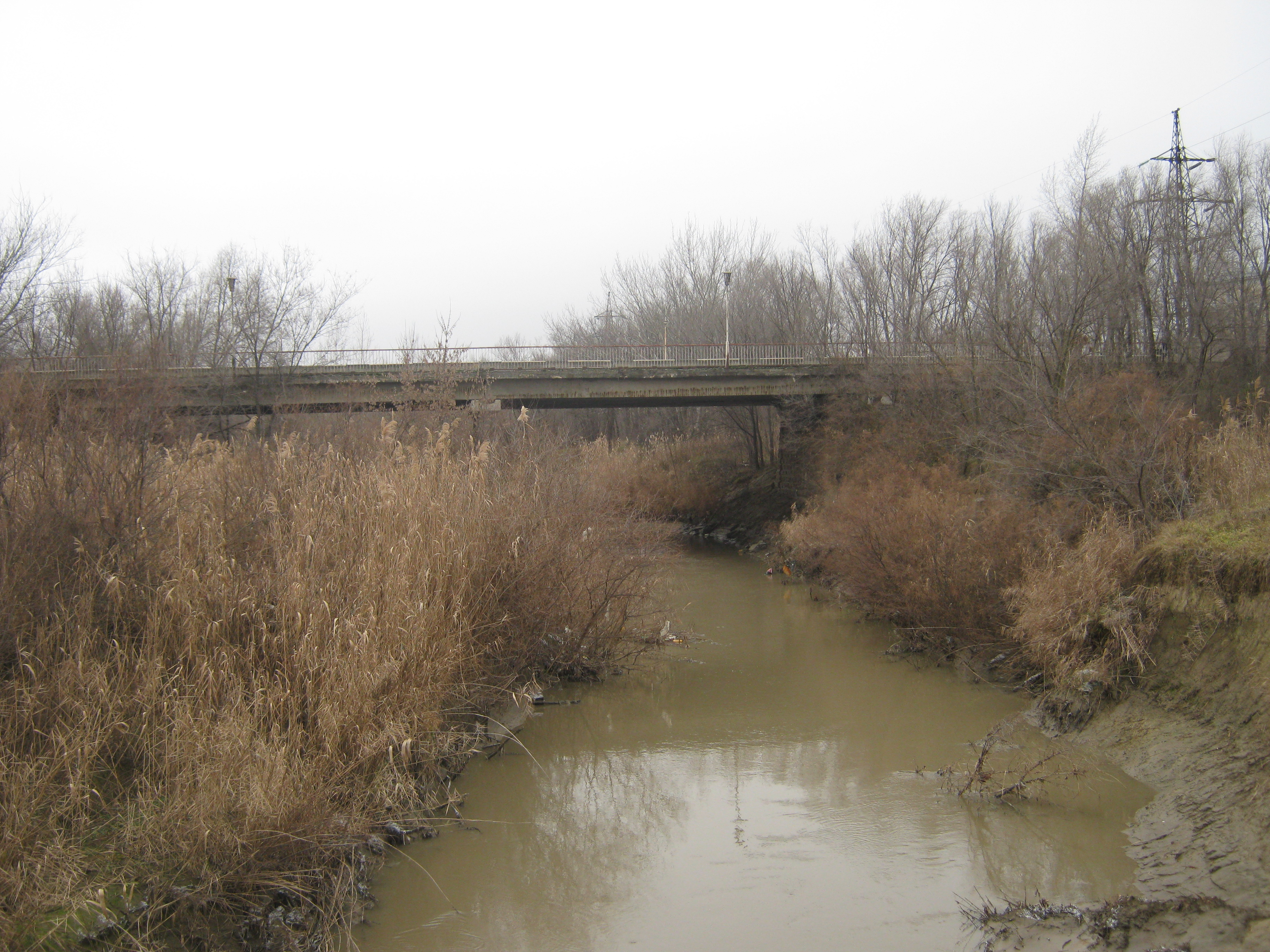
Червоний міст через річку Калаус в межах міста Світлограда (зима 2011)

- 121 км: річка Айгурка (Ягурка, Ягуры, Малі Ягури) (пр)
- 175 км: річка Барханчак (балка Великий Барханчак)
- 194 км: річка Куберла (лв)
- 233,6 км: річка без назви, в 2 км на ПнЗ від с. Шведино
- 234,2 км: річка без назви, в 2,5 км на ПнЗ від с. Шведино
- 253 км: Кисличанська балка — м. Світлоград (пр)
- 254,8 км: Карамик — м. Світлоград (пр)
- 255,9 км: річка без назви, у с. Петровське
- 256,4 км: річка Кугутка (лв)
- 280 км: річка Грачівка (лв)
- 296 км: річка без назви, в 3,3 км до північ від х. Гревцов
- 344 км: річка Чечера (пр)
- 365 км: річка Великий Янкуль (лв)
- 406 км: річка Янкуль (Колонська балка) (лв)

## Поселення
На річці Калаус розташовані два великі міста, Світлоград й Іпатово, а також безліч сіл, таких як Верхній Калаус, Воздвиженське, Сергієвське.

## Екологічний стан
Русло річки в межах Світлограда й Іпатово сильно забруднена сміттям та побутовими відходами й часто використовується мешканцями прилеглих будинків в якості безкоштовної звалища. Також відбувається замулення та зменшення пропускної здатності його русла, що веде до затоплення прилеглих територій та зменшення посівних площ й загрожує затопленням села Воздвиженського. Найближчим часом уряд Ставропольського краю збирається виділити грошові кошти на розчищення русла річки.

## Цікаві факти
- На честь річки названі вулиці в Світлограді, Іпатово й селі Дербетовка (Калауська вулиця).